# Domenico Serafini
Pour les articles homonymes, voir Serafini.
Domenico Serafini (né le 3 août 1852 à Rome, capitale de l'Italie et mort le 5 mars 1918 à Rome) est un cardinal italien de l'Église catholique du début de la XXe siècle, créé par le pape Pie X. Il est membre de l'ordre des bénédictins du Mont-Cassin.

## Biographie
Après son ordination, Domenico Serafini est notamment procurateur général de son ordre à Rome (1892-1896), abbé des deux monastères de l'abbaye de Subiaco et est élu abbé général de la congrégation des bénédictins du Mont-Cassin a Primaeva Observantia (aujourd'hui Congrégation de Subiaco) en 1896. En 1900 il est élu archevêque de Spolète et en 1904 délégué apostolique au Mexique (en). En 1912 il est transféré à l'archidiocèse titulaire de Séleucie-de-Piérie (de).
Le pape Pie X le crée cardinal lors du consistoire du 25 mai 1914. Le cardinal Serafini
est pro-préfet et préfet de la Congrégation pour la Propaganda Fide à partir de 1916. Il est aussi président du séminaire pontifical de Ss. Pietro e Paolo pour les missions étrangères et protecteur du collège pontifical nord-américain à Rome.
Le cardinal Giustini participe au conclave de 1914. Soutenu par le cardinal Gaetano De Lai, Serafini est le cardinal des cardinaux conservateurs, pour continuer la politique de Pie X, mais c'est enfin Giacomo della Chiesa qui est élu comme Benoît XV.